# كينيدي جونز
كينيدي جونز (بالإنجليزية: Kennedy Jones)‏ هو كاتب أغاني أمريكي، ولد في 1 أغسطس 1900، وتوفي في 6 سبتمبر 1990.